# Yarmouth Port (Massachusetts)
Yarmouth Port é um lugar designado pelo censo localizado no condado de Barnstable no estado estadounidense de Massachusetts. No Censo de 2010 tinha uma população de 5.320 habitantes e uma densidade populacional de 317,82 pessoas por km².

## Geografia
Yarmouth Port encontra-se localizado nas coordenadas 41° 42′ 25″ N, 70° 13′ 16″ O. Segundo a Departamento do Censo dos Estados Unidos, Yarmouth Port tem uma superfície total de 16.74 km², da qual 15.59 km² correspondem a terra firme e (6.85%) 1.15 km² é água.

## Demografia
Segundo o censo de 2010, tinha 5.320 pessoas residindo em Yarmouth Port. A densidade populacional era de 317,82 hab./km². Dos 5.320 habitantes, Yarmouth Port estava composto pelo 96.8% brancos, o 0.53% eram afroamericanos, o 0.24% eram amerindios, o 0.81% eram asiáticos, o 0.02% eram insulares do Pacífico, o 0.58% eram de outras raças e o 1.02% pertenciam a duas ou mais raças. Do total da população o 1.17% eram hispanos ou latinos de qualquer raça.